# Бурлака, Леонид Антонович
Леонид Антонович Бурлака (укр. Леонід Антонович Бурлака; 9 октября 1938, Одесса — 15 сентября 2024, там же) — советский и украинский кинооператор. Заслуженный деятель искусств Украины (1994). Кавалер ордена «За заслуги» III степени (2009).

## Биография
Родился в семье учителей. Начал карьеру в конце 1950-х, работая на Одесском телецентре сначала осветителем, затем оператором. Получил образование во ВГИКе (мастерская А. Гальперина, 1964). Дипломный фильм — «Молодожён» (1963, в соавторстве с Вадимом Авлошенко).
Работал на Одесской киностудии, снял более 20 фильмов. Сотрудничал с такими режиссёрами, как Станислав Говорухин, Пётр Тодоровский, Григорий Поженян, Валентин Козачков, Вадим Лысенко, Виктор Жилин, Игорь Апасян, Радомир Василевский, Владимир Рябцев, Александр Амелин и др.
Самая известная работа — пятисерийный телефильм «Место встречи изменить нельзя», снятый в 1979 году.
Член Союза кинематографистов Украины (1969).
Умер утром 15 сентября 2024 года в Одессе после продолжительной и тяжёлой болезни в возрасте 85 лет.

## Фильмография
Режиссёр
- «Ры-ча-ги» (1990, по рассказу А. Яшина)

Оператор-постановщик
- Молодожён (1963, совместно с В. Авлошенко; реж. В. Исаков)
- Верность (1965, соавт.) — картина удостоена премий Венецианского (1965)[5] и Всесоюзного (1966) кинофестивалей
- Прощай (1966)
- Улицы говорят (1967, т/ф)
- Особое мнение (1967)
- Эскизы (1969, т/ф)
- Поезд в далекий август (1971)
- Мушкетёры 4 «А» (1972)
- Посылка для Светланы (1974)
- Следую своим курсом (1974)
- Мальчишки ехали на фронт (1975) — картина получила приз на V Республиканском фестивале детских и фильмов, Киев (1976)
- Волшебный круг (1976, две серии)
- Солдатки (1977)
- Место встречи изменить нельзя (1979, пять серий)
- Золотые туфельки (1981)
- Взять живым (1982, три серии)
- Двое в песках (1984)
- Пока не выпал снег… (1984)
- В одну-единственную жизнь (1986)
- Топинамбуры (1987)
- На своей земле (1987)
- Наследница Ники (1988, совместно с Владимиром Щукиным)
- Паутина (1992)
- Он свое получит (1992)
- Трень-брень (1994)
- Без ошейника (1996) — картина получила приз и диплом «за лучший фильм» на V Открытом фестивале фильмов для детей и юношества в Сумах-96 (Украина) и ряд других
- Как кузнец счастье искал (1999)